# Antoine Abel
Pour les articles homonymes, voir Abel (homonymie).
Œuvres principales
- Coco sec (1977)
- Contes et poèmes des Seychelles (1977)
- Une tortue se rappelle ! (1977)

Antoine Abel est un écrivain et poète seychellois né le 27 novembre 1934 et mort le 19 octobre 2004  à Anse Boileau sur l'île de Mahé aux Seychelles.

## Biographie
Antoine Abel est né le 27 novembre 1934 dans une famille paysanne modeste, dans le district d'Anse Boileau, dans l'ouest de l'île de Mahé, la principale île de l'archipel des Seychelles. Ses ancêtres africains sont arrivés sur l'île en tant qu'esclaves apportés du continent au siècle précédent. Il effectue à Anse Boileau sa scolarité primaire et apprend la maçonnerie.
En 1955, Antoine Abel a l'occasion de partir faire ses études secondaires en Suisse. Il en revient 4 ans plus tard et prend un poste d'instituteur aux Seychelles en 1959. Après quelque temps, il part au Royaume-Uni compléter ses études à l'Université de Reading. Il y obtient un Certificat d'études avancées en science de l'éducation pour zones rurales. Après un bref retour à Mahé au cours duquel il enseigne l'agriculture, il repart au Royaume-Uni suivre un stage de formation à la formation des enseignants à l'Université de Bristol. Cette dernière formation lui permet d'intégrer le Seychelles Teacher Training College (l'école des enseignants) de Victoria en tant qu'enseignant, poste qu'il occupera jusqu'à sa retraite en 1986.
Les quinze à vingt dernières années de sa vie sont marquées par la maladie, et sa production littéraire s'en ressentira puisqu'il publiera de moins en moins au cours des années 90 et 2000.
Il meurt des suites de sa longue maladie le 19 octobre 2004  à Anse Boileau, où il est enterré

## Œuvres

### Style
Antoine Abel s'est avant tout fait connaître du public pour ses œuvres poétiques ainsi que par ses nouvelles et récits. Son style est caractérisé par un certain dépouillement et une clarté du verbe. Ceci étant, Antoine Abel se démarque aussi par la grande variété des écrits qu'il a produit : poésie, nouvelles comme il a été mentionné plus haut, mais également théâtre, roman, contes populaires, essai, bande dessinée et même un traité de médecine traditionnelle. De même, Antoine Abel a écrit au cours de sa carrière d'écrivain quasiment indifféremment en français, en créole seychellois ou en anglais,.

### La constitution d'une œuvre seychelloise
Antoine Abel publie son premier texte à compte d'auteur en 1969, alors qu'il est instituteur. Il s'agit de poèmes réunis dans un recueil intitulé Paille en queue (en référence à l'oiseau emblématique des Mascareignes), et qui a pour thèmes des souvenirs de jeunesse de l'auteur. L'ouvrage est publié sous forme d'une plaquette produite par l'imprimerie Saint-Fidèle à Mahé, et devient ainsi la première œuvre poétique publiée aux Seychelles.
Antoine Abel poursuit son activité littéraire dans les années 70 et gagne en reconnaissance à travers la publication de nouvelles en anglais dans des journaux tels Seychelles bulletin et Seychelles-culture,, mais également et surtout en 1977 lorsque l'éditeur français Pierre-Jean Oswald décide d'éditer trois de ses livres en France, à savoir Coco sec, Contes et poèmes des Seychelles et Une tortue se rappelle !.
L'indépendance du pays en 1976, le créole seychellois accède, en tant que langue nationale, au statut de première langue officielle. Cette reconnaissance est accompagnée d'une politique de promotion du créole volontariste par le nouveau pouvoir. Antoine Abel répond à cet appel en écrivant dans les années qui suivent plusieurs écrits et ouvrages dans cette langue, dont son roman Montann en leokri en 1981.
La production littéraire d'Antoine Abel pâtit les années suivantes de sa santé déclinante, en raison d'une longue maladie qui finira par l'emporter en 2004.

### Reconnaissance et oubli
Premier auteur à faire connaître la littérature de son jeunes pays au monde à travers ses publications en France en 1977, Antoine Abel est largement considéré par ses pairs comme le père ou le fondateur de la littérature seychelloise.
En 1979, il se voit décerner le Prix des Mascareignes conjointement avec l'écrivain réunionnais Jean-Henri Azéma.
Ses écrits n'ont cependant été que partiellement publiés. Ainsi, une grande partie de sa production dramatique n'a pas ou peu été publiée, demeurant aujourd'hui quasiment inaccessible. De plus, avec une œuvre principalement rédigée en français et en créole, son lègue, dans un pays dont le trait anglophone ne cesse de s'épaissir, devient de moins en moins audible pour les jeunes générations,.

## Pri Antoine Abel (Prix Antoine Abel)
Depuis 2007, le Pri Antoine Abel est attribué de manière irrégulière pendant le Festival Kreol Sesel, le Festival créole des Seychelles, en l'honneur du père de la littérature seychelloise. Ce prix récompense uniquement des œuvres en seselwa. En 2013, seulement deux remises de prix avaient eu lieu : en 2007, où les prix ont été décernés pour les catégories poésie et théâtre, et en 2010 où trois catégories supplémentaires ont été ajoutées, à savoir nouvelle, traduction et roman.
Liste des récipiendaires du Pri Antoine Abel
| Année | Auteur                                                       | Titre                                               | Prix             | Catégorie  |
| ----- | ------------------------------------------------------------ | --------------------------------------------------- | ---------------- | ---------- |
| 2007  | Arnephy, Jelina et Sarifa Balette                            | Fotey                                               | Mention spéciale | poésie     |
| 2007  | Mounac, Andrea                                               | Klendey                                             | Premier prix     | poésie     |
| 2007  | Choppy, Marie-Thérèse                                        | Soungoula ek Basen Lerwa                            | Premier prix     | théâtre    |
| 2007  | Marie, Angelin                                               | Promosyon Demalpe                                   | Second prix      | théâtre    |
| 2007  | Desaubin, Augustin                                           | Lasomwar                                            | Troisième prix   | théâtre    |
| 2010  | Elizabeth, Marie-Claire                                      | Lesans, mansonz, ek desepsyon                       | Premier prix     | nouvelle   |
| 2010  | Currell, Effie                                               | Bann pti morso paradi                               | Second prix      | nouvelle   |
| 2010  | Estico, Christina                                            | En dezyenm lanmour                                  | Mention spéciale | nouvelle   |
| 2010  | Hoareau, Lina Cecile                                         | Trimouse lavi                                       | Mention spéciale | nouvelle   |
| 2010  | Adelaide, Roland                                             | Lapwent souvenir                                    | Troisième prix   | nouvelle   |
| 2010  | Marie, Ruth                                                  | Tou sa bann Leokri dan mon Lespri                   | Premier prix     | poésie     |
| 2010  | Clarisse, Marie                                              | Valer sa ki nou ete                                 | Second prix      | poésie     |
| 2010  | Robert, Georgine                                             | Poenm pour Tou Laz                                  | Mention spéciale | poésie     |
| 2010  | Lespoir, Reuban                                              | Silans i apel mwan                                  | Troisième prix   | poésie     |
| 2010  | Hoareau, Benediste                                           | Laverite devan deryer                               | Premier prix     | roman      |
| 2010  | Robert, Georgine (traducteur) ; George Orwell (auteur)       | Laferm Zannimo (titre original : Animal farm)       | Premier prix     | traduction |
| 2010  | Choppy, Marie-Thérèse (traducteur) ; Samuel Beckett (auteur) | Pe esper Godo (titre original : En attendant Godot) | Second prix      | traduction |
| 2010  | Barbé, Lorina (traducteur)                                   | inconnu                                             | Troisième prix   | traduction |